# Daniel Williams (Politiker, 1935)

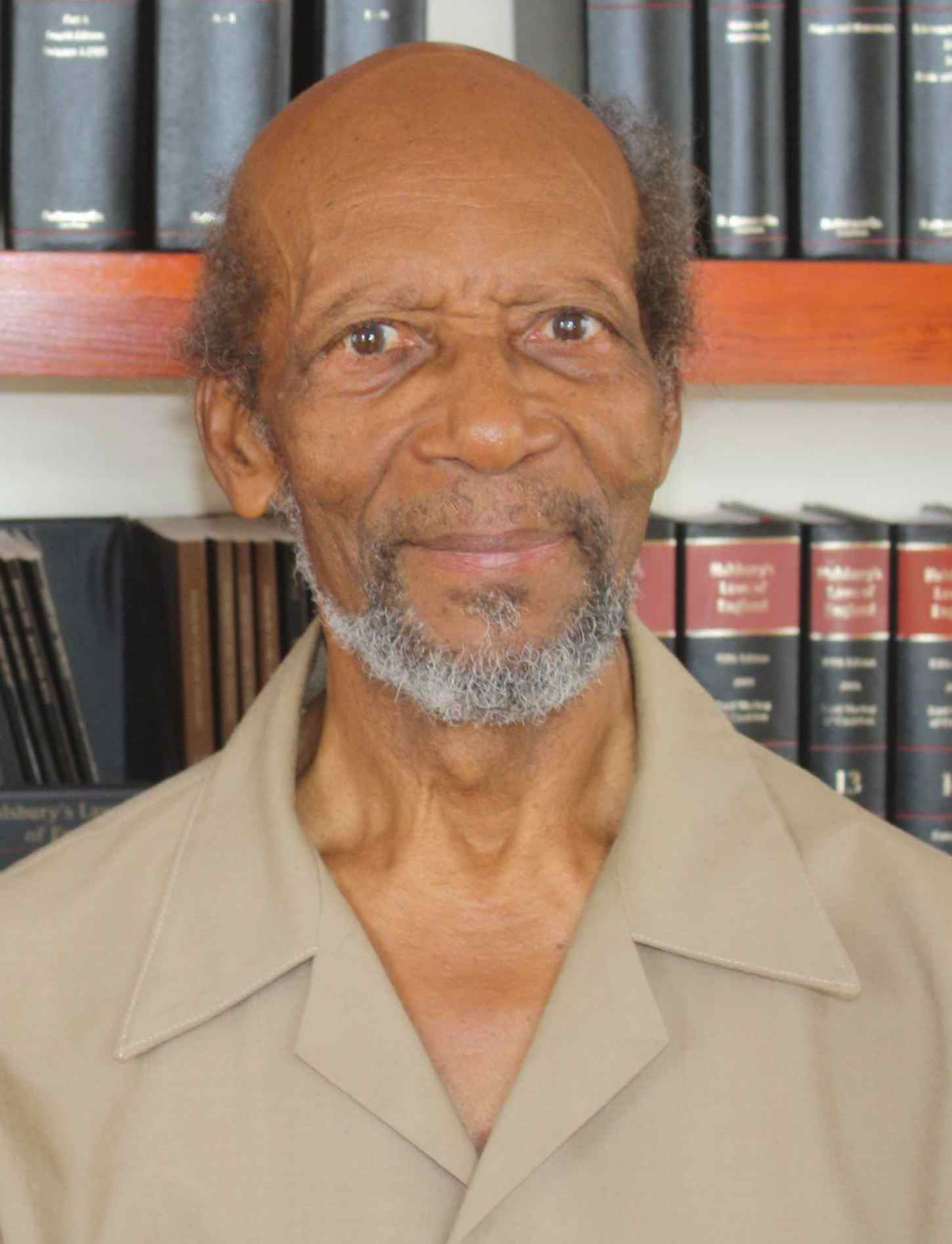
Daniel Williams, 2012

Sir Daniel Charles Williams GCMG (* 4. November 1935 in Grenada; † 2. Oktober 2024) war ein grenadischer Politiker und Staatsmann. Er war vom 9. August 1996 bis zum 18. November 2008 Generalgouverneur von Grenada. Williams wurde offiziell am 9. August 1996 von Königin Elisabeth II. ins Amt erhoben, nachdem er zuvor vom grenadischen Premierminister Keith Claudius Mitchell dafür nominiert worden war.

## Leben
Ab 1952 war Williams in Grenada als Lehrer, später dann auch bis 1959 als stellvertretender Schuldirektor tätig. Im Anschluss arbeitete er von 1959 bis 1960 als Maschinenbediener, danach bis 1964 als britischer Beamter in London. Ab 1965 studierte er an der University of London Jura und graduierte 1967 zum Bachelor of Laws. 1968 erhielt von der Lincoln’s Inn das Barrister-at-Law-Zertifikat und absolvierte die Ausbildung zum „Counsel of Legal Education“. 1969 ging er zurück nach Grenada, wo er als ziviler Jurist anfing. In den Jahren von 1970 bis 1974 war er als Richter in St. Lucia und im Anschluss bis 1984 als privater Anwalt tätig.
Von 1984 bis 1987 war er Minister für Gesundheit, Wohnungswesen und Umwelt und Sozial- und Frauenminister sowie von 1988 bis 1989 Justizminister im grenadischen Parlament. Danach arbeitete Williams wiederum bis 1995 als privater Anwalt. 1996 wurde er zum königlich britischen Kronanwalt bestallt.
Sir Daniel Charles Williams veröffentlichte Schriften insbesondere über das grenadische Rechtssystem. Er war verheiratet und hatte vier volljährige Kinder.